# Falköpings södra station

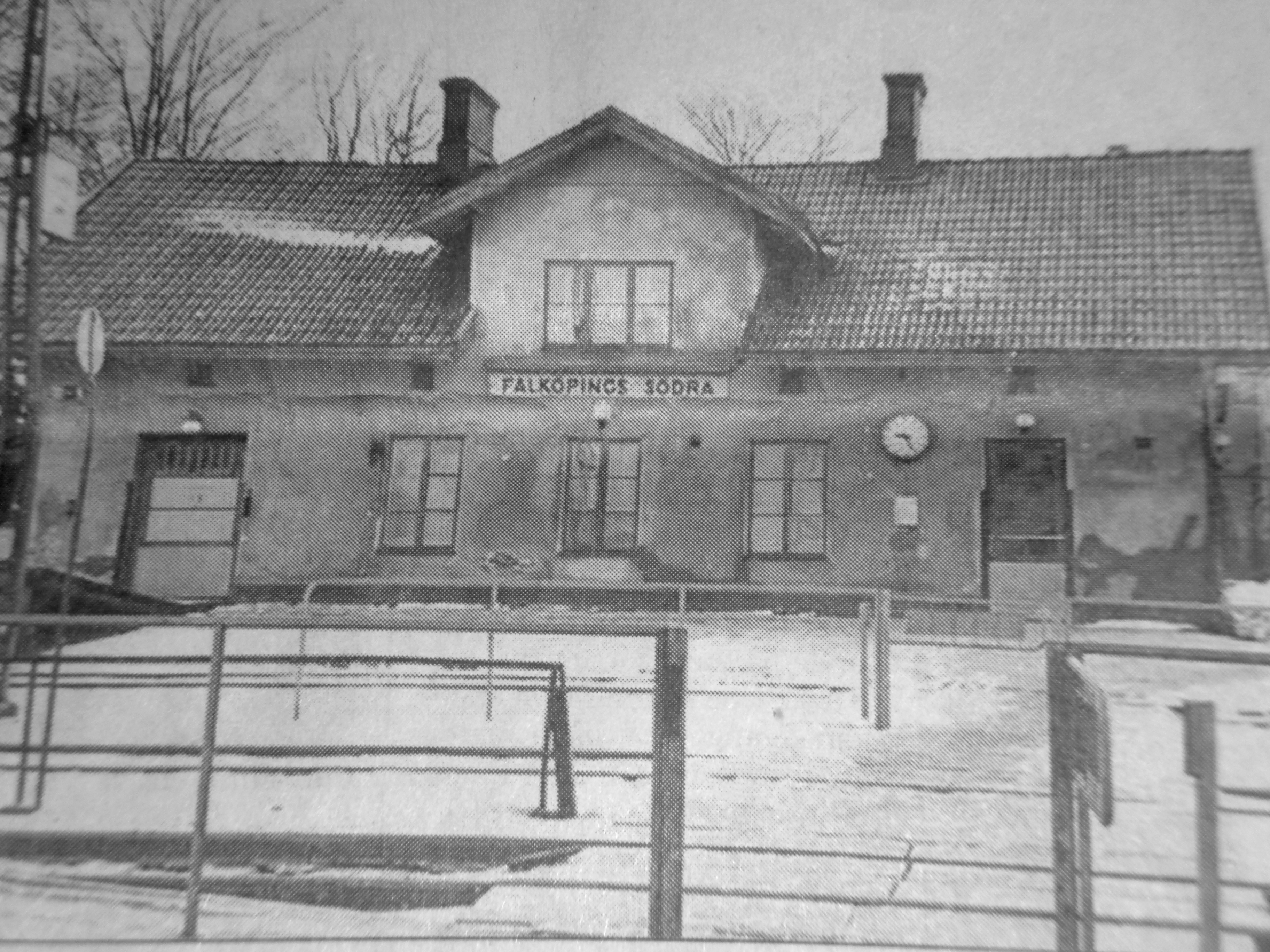
Falköping S

Falköpings södra station, ursprungligen Falköping Stad, var en järnvägsstation i Falköping.
Falköpings Södra öppnades den 2 november 1876, då under namnet Falköping Stad (namnet ändrades 1931) på Södra Stambanan (idag Jönköpingsbanan) som öppnades redan 1862, anledningen var att man både behövde en station för själva staden (dagens Falköping Central låg en bra bit från staden och hette då Falköping Ranten) och att underlätta kommunikationerna till och från staden. Den användes även som anslutningsstation till Västra Centralbanan. 
Falköpings Södra upphörde som station 1973 och byggnaden är riven sedan januari 1974. Dock fortsatte stationens plattform att användas som järnvägshållplats (med "plåtstins") för rälsbussarna på banan Falköping-Landeryd, tills denna trafik nedlades i juni 1985.